# Melanoxanthus nigrosignatus
Melanoxanthus nigrosignatus is een keversoort uit de familie kniptorren (Elateridae). De wetenschappelijke naam van de soort is voor het eerst geldig gepubliceerd in 1890 door Candèze.